# Farid Smahi
Farid Smahi, né le 12 mai 1953 à Lyon, est un homme politique français. Il était membre du Front national au sein duquel il faisait partie du bureau politique, l'instance dirigeante du parti jusqu'en janvier 2011. Il a été conseiller régional d'Île-de-France de 1998 à 2004. Il était le secrétaire départemental du Front national de l'Essonne.

## Biographie
Fils d'un ancien combattant algérien ayant servi dans l'armée française durant la Seconde Guerre mondiale, cet ancien éducateur de quartier à la mairie de Boulogne-Billancourt a aussi été membre de l’équipe nationale de water-polo.
Il est chevalier de l'ordre du Mérite en 1995.
Il est passé par l'association France Plus et le RPR.
Il rencontre en 1997 Jean-Marie Le Pen avec lequel il sympathise, et rejoint l'année suivante le Front national. Il est alors chargé de l'éducation sportive dans le « contre-gouvernement » mis en place sous la férule de Jean-Claude Martinez.
Lors des élections régionales de 1998, il est en quatrième position de la liste régionale FN à Paris, liste conduite par Martine Lehideux (partie depuis du FN), ce qui lui permet de devenir conseiller régional en Île-de-France (1998-2004). Toutefois, le résultat de la liste en 2004 ne lui permet pas d'être réélu. Il est membre du bureau politique du Front national et président du Forum national des cercles « Arabisme et Francité ». 
Farid Smahi est hostile à la binationalité et pense qu'on ne peut pas avoir deux nationalités à la fois. Selon lui : « On ne peut pas demander la nationalité française et garder sa nationalité d'origine. On ne peut pas être Algérien et Français. On ne peut pas se réclamer de la patrie tunisienne et de la patrie française. On ne peut pas se réclamer de la patrie israélienne et de la patrie française. »
Admirateur de la monarchie française, de Saddam Hussein et de la Syrie, il déplore que les églises se vident. Musulman, il fait le ramadan et fête aussi Noël. Il est anti-sioniste.
Il est candidat aux élections législatives de 2007 dans la quatorzième circonscription de Paris (sud du 16e arrondissement) où il recueille 2,57 % des suffrages exprimés. La même année, dans le cadre de la campagne présidentielle, il organise avec David Rachline le discours de Le Pen à Argenteuil, aussi appelé « opération Asperge ».
Lors du congrès de Tours, qui avait lieu les 15 et 16 janvier 2011, il a été expulsé pour s'en être pris à Marine Le Pen, lui reprochant de ne pas avoir été reconduit au bureau politique, après avoir soutenu son adversaire Bruno Gollnisch. « J'en ai marre d'être le bougnoule de service », a lancé Farid Smahi en reprochant à la nouvelle chef de file du parti, dont il avait pourtant vanté l'action dans la matinée, d'être « à la solde des sionistes comme le reste de l'extrême droite européenne ». Il a été raccompagné manu militari hors du palais des congrès.
En 2021, il est chauffeur bénévole de Jean-Marie Le Pen.

## Œuvres
- Faut-il brûler les Arabes de France ? Arabisme et francité, hier, aujourd'hui, demain, éditions François-Xavier de Guibert, 1996  (ISBN 2868394221)
- Un homme, une voix : paroles d'un élu contre la fracture nationale, Éd. Objectif France, 2001 [présentation en ligne]
- La Fracture nationale : les dangers de la binationalité, préface de Robert-Noël Castellani, éditions Dualpha, 2020.